# 232 (tal)
232 är det naturliga talet som följer 231 och som följs av 233.

## Inom vetenskapen
- 232 Russia, en asteroid.

## Inom matematiken
- 232 är ett jämnt tal.
- 232 är ett palindromtal i det decimala talsystemet.
- 232 är ett dekagontal.